# Transportul public din Suceava

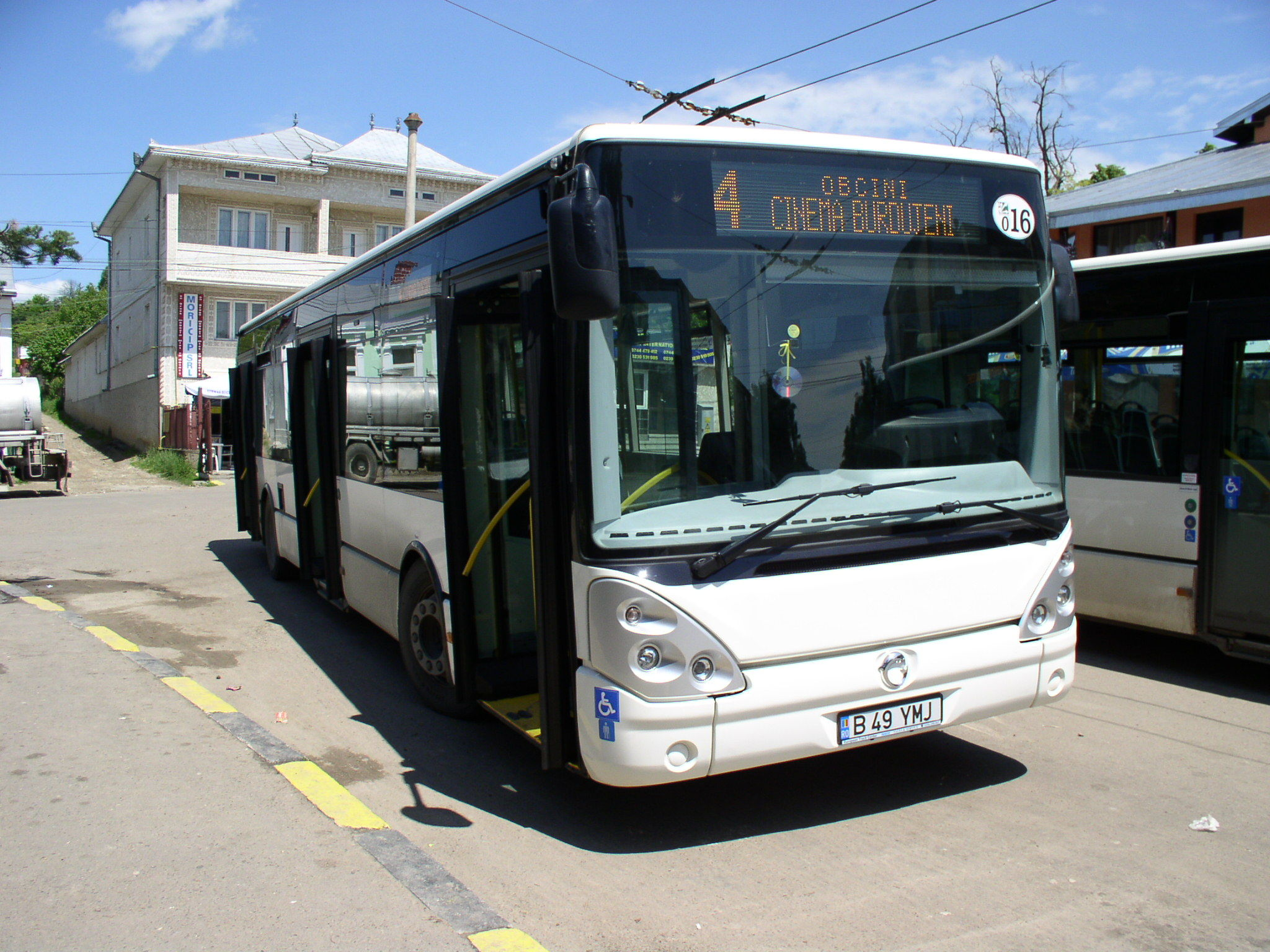
Autobuz Irisbus Citelis pe traseul nr. 4, la Cinematograful Burdujeni

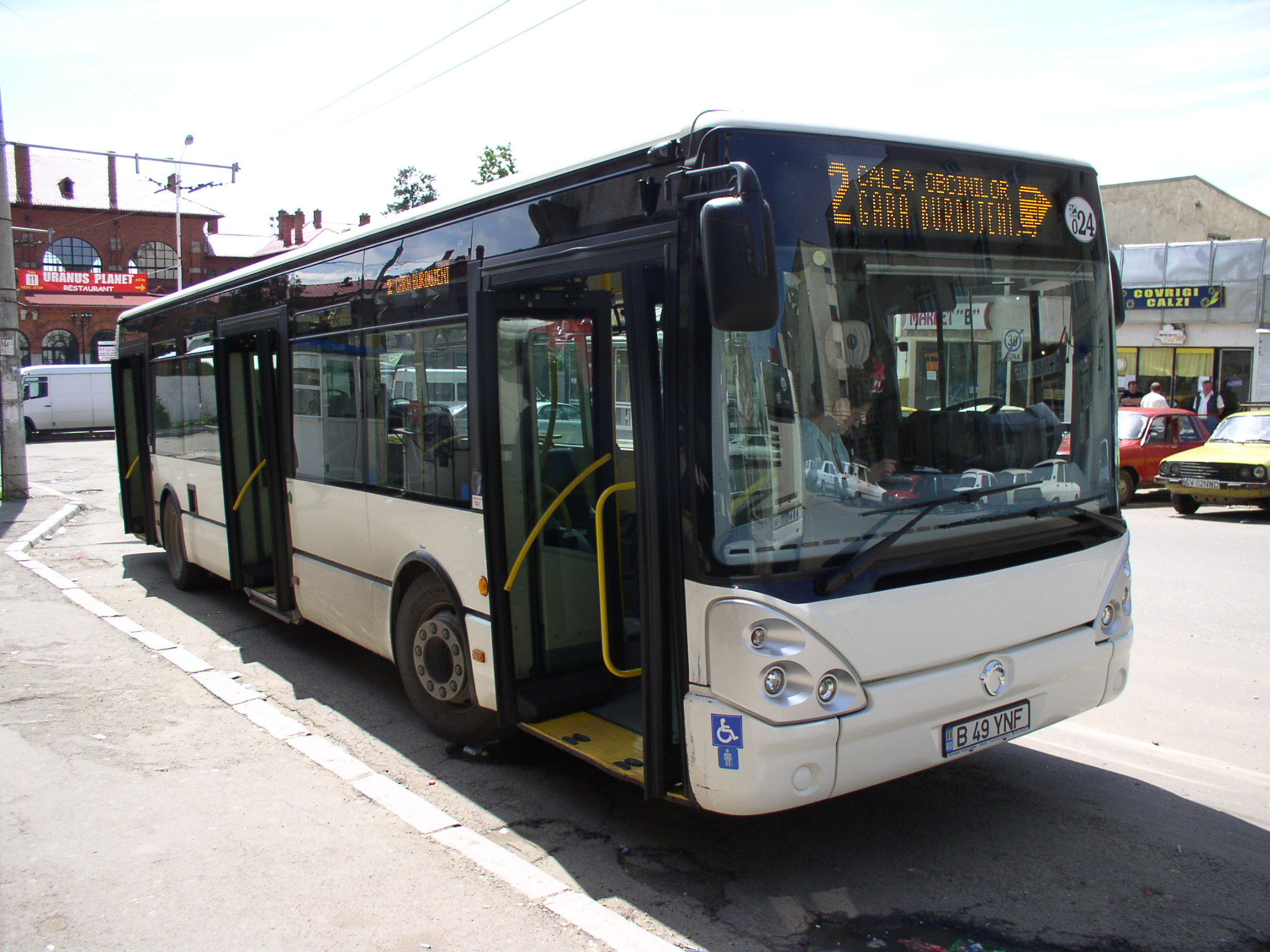
Autobuz Irisbus Citelis pe traseul nr. 2, la Gara Burdujeni

Transportul public local din municipiul Suceava este asigurat de societatea Transport Public Local (TPL) Suceava, care dispune de un parc auto format din 33 de autobuze. Pe teritoriul Sucevei există șapte trasee de autobuz, prin intermediul cărora se realizează legătura între principalele obiective și zone ale orașului.

## Autobuze în Suceava
Cele 33 autobuze noi fac parte din gama de autobuze urbane produse de Irisbus (Iveco), lansată în anul 2005, având podeaua mai joasă, rampă de acces pentru cărucioare, sistem pneumatic de aliniere a podelei la nivelul trotuarului, la oprirea în stație, îndeplinind și condițiile europene de limitare a emisiei de noxe și a poluării fonice.
Autobuzele au o capacitate de 107 persoane, din care 29 de locuri pe scaune, în plus fiind implementate o serie de tehnologii moderne, care sporesc securitatea călătorilor. Astfel, la ușa din mijloc există o porțiune cu senzori, care nu permite închiderea ușilor dacă cineva stă acolo, alți senzori sunt mascați de cauciucul de la îmbinarea ușilor, producând deschiderea ușilor dacă cineva este prins din greșeală. Pentru perioadele friguroase, există un sistem de încălzire a interiorului autobuzului.
La data de pe 18 septembrie 2020 au fost livrate 25 de autobuze electrice. Autobuzele sunt fabricate de ZTE.
In data de 1 Ianuarie 2023 au fost scoase autobuzele pe motor termic (Irisbus , Otokar si Mercedes-Benz) si au fost inlocuite de 15 autobuze de 12 metri Solaris fabricate în anul 2022.

### Trasee de autobuz
TPL pune la dispoziție un număr de 11 linii de transport public în comun,în care acoperă municipiul Suceava și localitatea suburbană Șcheia:
- Linia 1: Cinema  - Orizont - IRIC - Carrefour - Bazar - Sala Sporturilor - Colegiul „Petru Mușat” - Centru - Bancă - Policlinică - Spitalul Județean - Obcini Flori - Mobilă - Curcubeu - Nordic - Catedrală - Policlinică - Bancă - Centru - Colegiul „Petru Mușat” - Sala Sporturilor - Bazar - Carrefour - Orizont  - Cinema

- Linia 2: Gara Burdujeni – Conlemn – Cantina Gheorghe Doja – Restaurant Moldova – Orizont – IRIC – Shopping City Suceava – Iulius Mall Suceava – Bazar – Complexul Sportiv Unirea – Colegiul Tehnic „Petru Mușat” – Centru – Bancă – Policlinică – Spital – Metro – Biserica Sfânta Cruce – Obcini – George Enescu – Nordic – Mărășești – Policlinică – Tipografie – Centru – Colegiul Tehnic „Petru Mușat” – Complexul Sportiv Unirea – Iulius Mall Suceava – Bazar – Combinat – Pasaj CFR Burdujeni – Orizont – Restaurant Moldova – Conlemn – Gara Burdujeni.

- Linia 3: Gara Burdujeni – Conlemn – Cantina Gheorghe Doja – Restaurant Moldova – Orizont – IRIC – Shopping City Suceava – Bazar – Complexul Sportiv Unirea – Colegiul Tehnic „Petru Mușat” – Centru – Bancă – Policlinică – Spital – Obcini – Pod Șcheia – Fabrica de bere – Rulmentul – Fabrica de bere – Pod Șcheia – Mobilă – George Enescu – Confecția – Policlinică – Tipografie – Centru – Colegiul Tehnic „Petru Mușat” – Complexul Sportiv Unirea – Bazar – Combinat – Pasaj CFR Burdujeni – Orizont – Restaurant Moldova – Conlemn – Gara Burdujeni.

- Linia 4: Cinematograful Burdujeni – Strada Cuza Vodă – Torino – Piața Burdujeni – Orizont – IRIC – Shopping City Suceava – Iulius Mall Suceava – Bazar – Complexul Sportiv Unirea – Colegiul Tehnic „Petru Mușat” – Centru – Bancă – Policlinică – Mărășești – George Enescu – Mobilă – Obcini – Metro – Autoservice – Bloc IRE – Alimentara Obcini – Școala Gimnazială nr. 9 „Ion Creangă” – Obcini – George Enescu – Kaufland – Policlinică – Tipografie – Centru – Colegiul Tehnic „Petru Mușat” – Complexul Sportiv Unirea – Iulius Mall Suceava – Bazar – Combinat – Pasaj CFR Burdujeni – Orizont – Piața Burdujeni – Torino – Strada Cuza Vodă – Cinematograful Burdujeni.

- Linia 5: Gara Ițcani – Pasaj CFR Ițcani – Betty Ice – Autoservice Ițcani – Garaj TPL – Fabrica de sticlă – Colegiul Tehnic „Petru Mușat” – Centru – Bancă – Policlinică – Spital – Metro – Autoservice – Școala Gimnazială nr. 9 „Ion Creangă” – Obcini – George Enescu – Nordic – Mărășești – Policlinică – Tipografie – Centru – Colegiul Tehnic „Petru Mușat” – Fabrica de sticlă – Garaj TPL – Autoservice Ițcani – Selgros – Pasaj CFR Ițcani – Gara Ițcani.

- Linia 15: Str. 22 Decembrie ("Șpac") - str. Cpt. Grigore Andrei (cursele cu plecările la fix) - Cinema - Orizont - IRIC - Carrefour - Bazar - Sala Sporturilor - Colegiul „Petru Mușat” - Piața Mare - Autogara - Colegiul "Petru Rareș" - Parc Policlinică - Colegiul "Petru Rareș" - Autogara - Piața Mare - Colegiul „Petru Mușat” - Sala Sporturilor - Bazar - Carrefour - Orizont - Cinema - str. Cpt. Grigore Andrei (cursele cu plecările la și jumătate din Areni) - str. 22 Decembrie ("Șpac")

- Linia 17: Burdujeni sat  ("Șpac")  - Școala nr. 6  - Cinema  - Orizont - IRIC - Carrefour - Bazar - Sala Sporturilor - Colegiul „Petru Mușat”  - Centru  - Bancă - Policlinică - ARCADIA -  Casa de Pensii  - ARCADIA - Policlinică - Bancă - Centru - Colegiul „Petru Mușat” - Sala Sporturilor - Bazar - Carrefour - Orizont - Cinema - Școala nr. 6  -  Burdujeni sat  ("Șpac")

- Linia 21: Burdujeni-Sat – Școala Gimnazială nr. 6 – Cinematograful Burdujeni – Orizont – IRIC – Shopping City Suceava – Bazar – Complexul Sportiv Unirea – Colegiul Tehnic „Petru Mușat” – Centru – Bancă – Policlinică – Mărășești – George Enescu – Mobilă – Pod Șcheia – Fabrica de bere – Rulmentul – Fabrica de bere – Pod Șcheia – Mobilă – George Enescu – Confecția – Policlinică – Tipografie – Centru – Colegiul Tehnic „Petru Mușat” – Complexul Sportiv Unirea – Bazar – Combinat – Pasaj CFR Burdujeni – Orizont – Cinematograful Burdujeni – Școala Gimnazială nr. 6 – Burdujeni-Sat.

- Linia 22: Burdujeni Sat  (str. Plevnei) - Pod - Tabita - Depozit ouă - Cartierul Tinereții - Torino - Piața Burdujeni - Orizont - IRIC - Carrefour - Bazar - Sala Sporturilor - Colegiul „Petru Mușat” - Centru - Colegiul „Petru Mușat” - Sala Sporturilor - Bazar - Carrefour - Orizont - Piața Burdujeni - Cartierul Tinereții - Torino - Depozit ouă - Spital Neuro - Tabita - Pod - Burdujeni Sat  (str. Plevnei)

- Linia 28: Cinematograful Burdujeni – Strada Cuza Vodă – Torino – Piața Burdujeni – Orizont – IRIC – Shopping City Suceava – Bazar – Complexul Sportiv Unirea – Fabrica de sticlă – Garaj TPL – Autoservice Ițcani – Selgros – Pasaj CFR Ițcani – Gara Ițcani – Pasaj CFR Ițcani – Betty Ice – Autoservice Ițcani – Garaj TPL – Fabrica de sticlă – Complexul Sportiv Unirea – Bazar – Combinat – Pasaj CFR Burdujeni – Orizont – Piața Burdujeni – Torino – Strada Cuza Vodă – Cinematograful Burdujeni.

- Linia 30: Gostat Ițcani - Defelcom - Pasarelă capăt - Pasarelă - Școala Ițcani - Centrofarm - Aleea Dumbrăvii - Ramiro - Cantină - Moldova - Orizont - IRIC - Carrefour - Bazar - Sala Sporturilor - Colegiul „Petru Mușat” - Piața Mare - Autogara - Colegiul "Petru Rareș" - Parc Policlinică  - Spitalul Județean - Calea Obcinlor (stația Flori) - Curcubeu - Nordic - Catedrală - Parc Policlinică - Colegiul "Petru Rareș" - Autogara - Piața Mare - Colegiul „Petru Mușat - Sala Sporturilor - Bazar - Carrefour - Orizont - Moldova - Cantină - Ramiro - Aleea Dumbrăvii - Centrofarm - Școala Ițcani - Pasarelă - Defelcom - Gostat Ițcani

## Troleibuze în Suceava
În anul 1987, la data de 15 august, în municipiul Suceava a fost inaugurată rețeaua de troleibuze, care a fost extinsă în anii următori, ajungându-se la un număr de șase linii de troleibuz. În paralel existau circa 20 de linii de autobuz care asigurau transportul în comun pe raza orașului și în comunele suburbane. 
La data de 2 aprilie 2006 rețeaua de troleibuze a fost desființată, astfel transportul în comun sucevean revenind în totalitate la autobuze.

### Imagini
Imagini cu troleibuze tip Rocar 212E, folosite pentru transportul de călători pe traseul nr. 2 (Gara Suceava – Cartier Obcini), în martie 2006, cu puțin înaintea desființării liniei de troleibuze din Suceava:

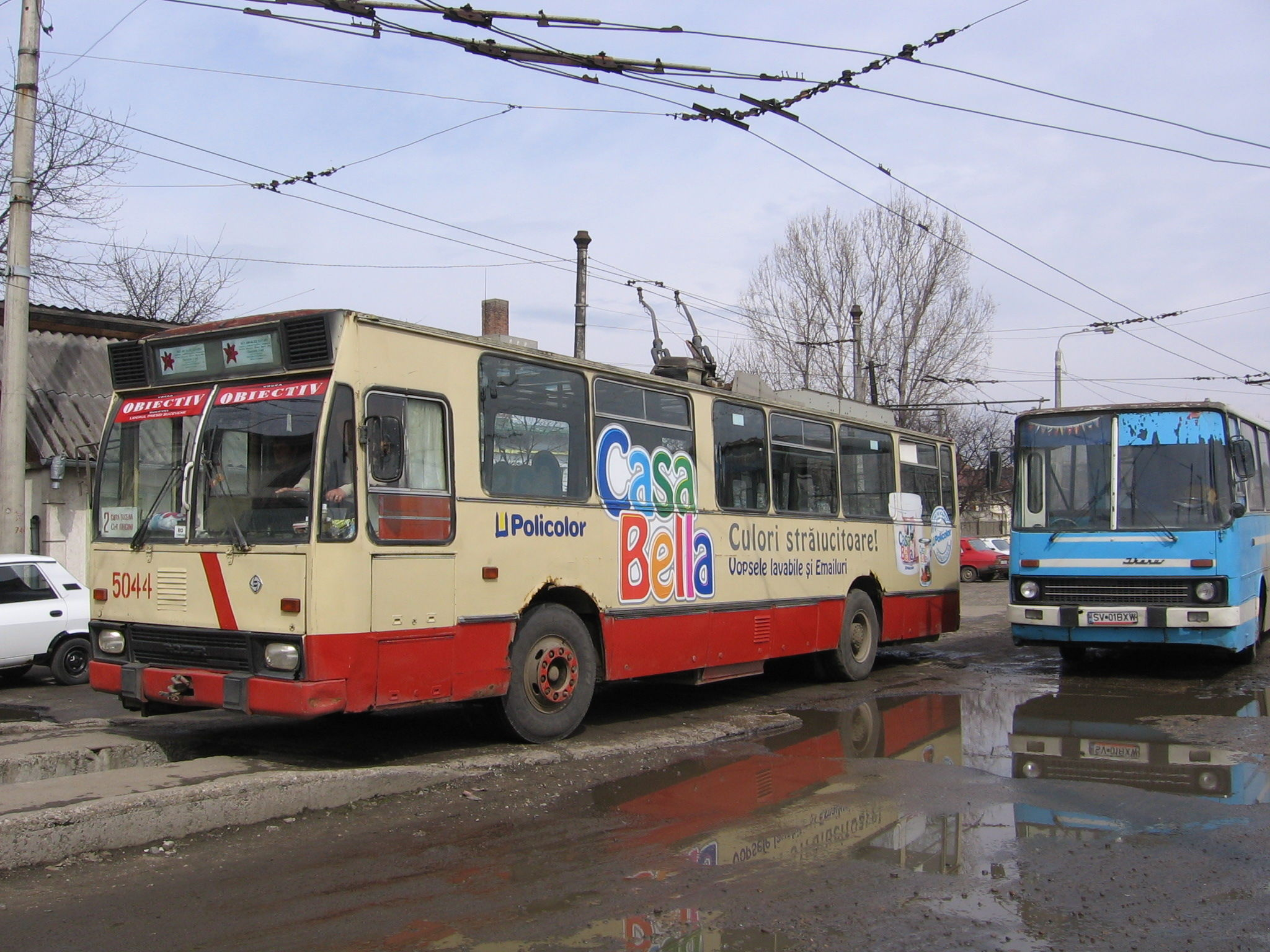
Troleibuzul 5044
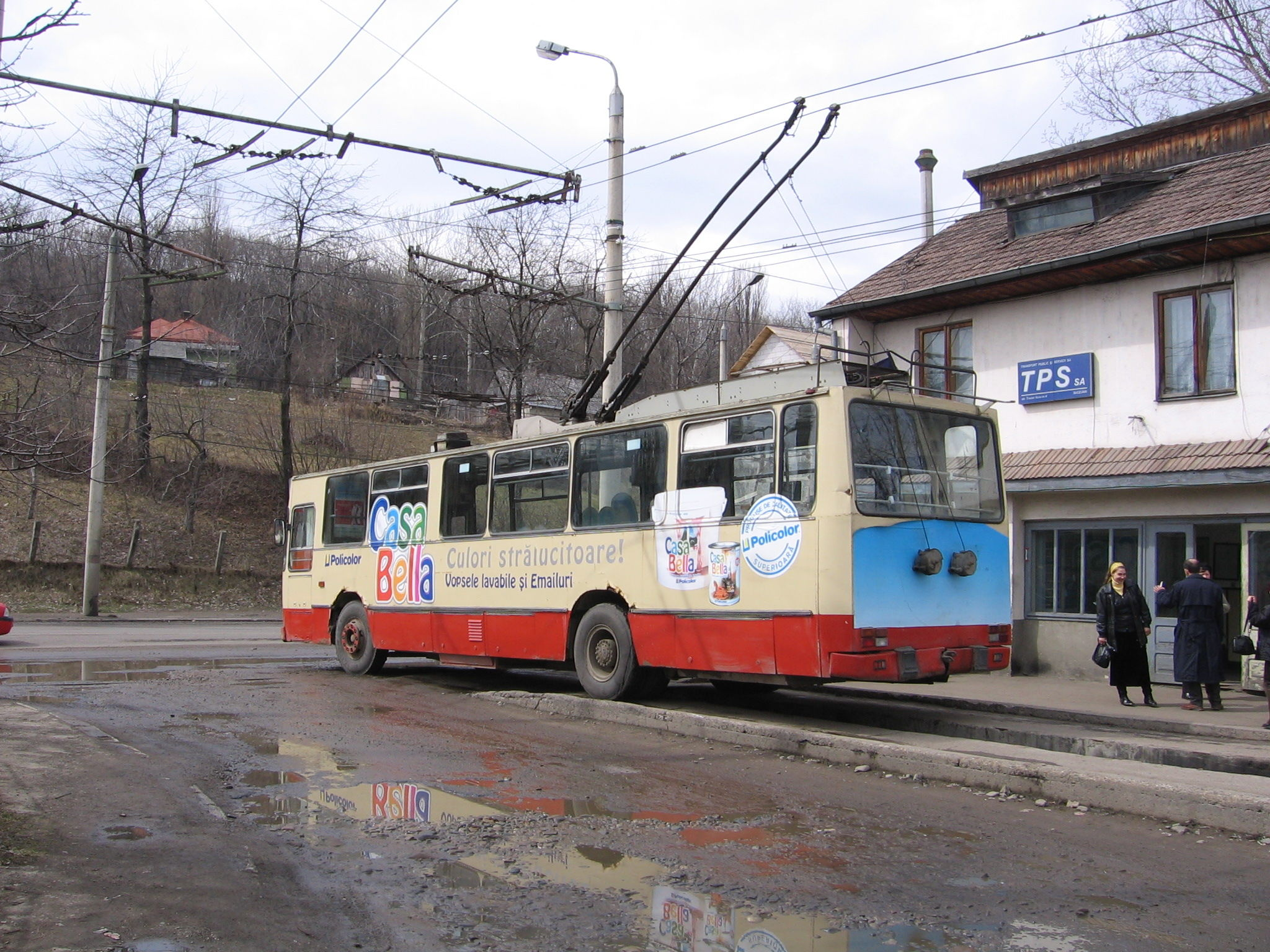
Troleibuzul 5044
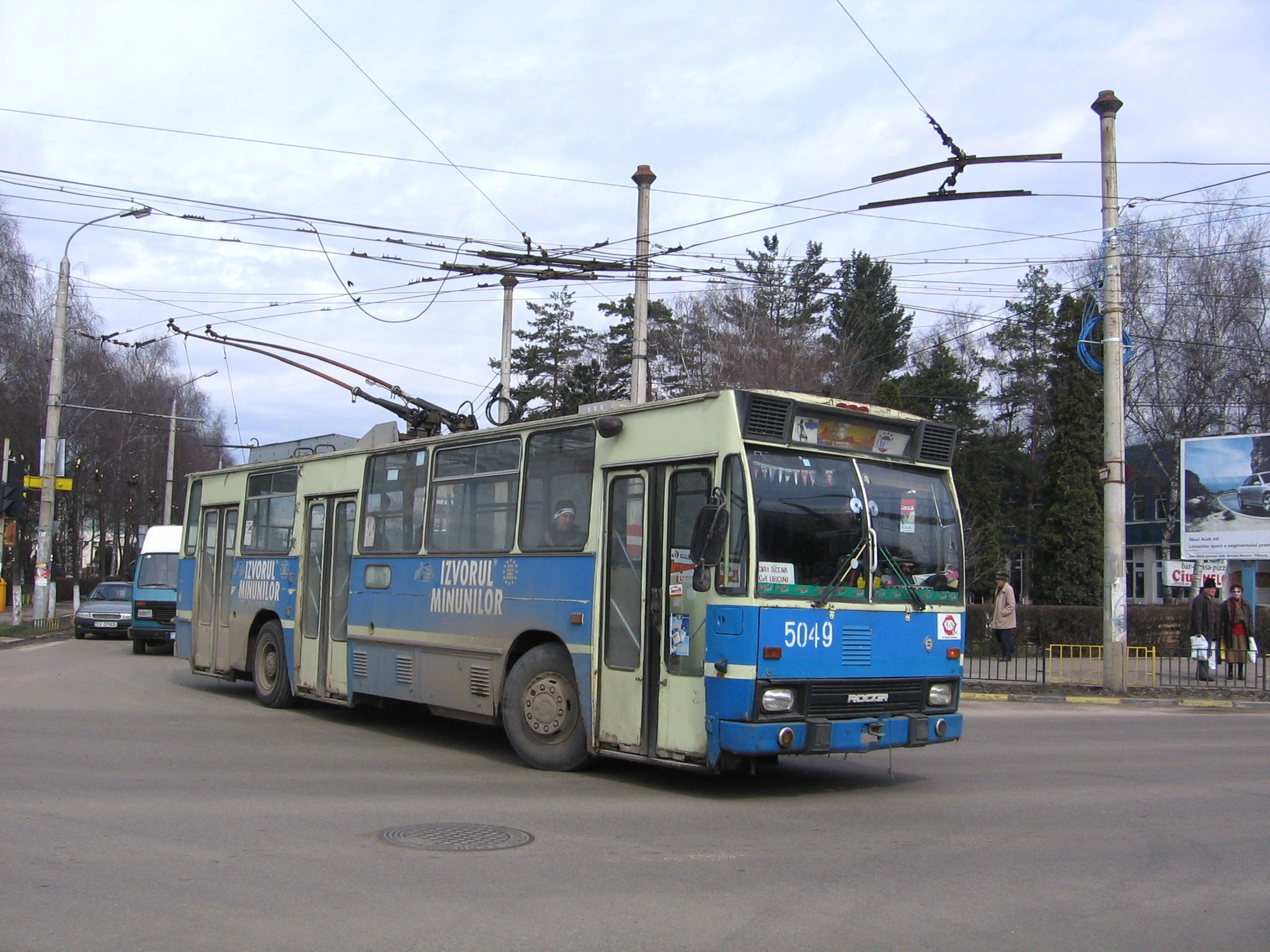
Troleibuzul 5049
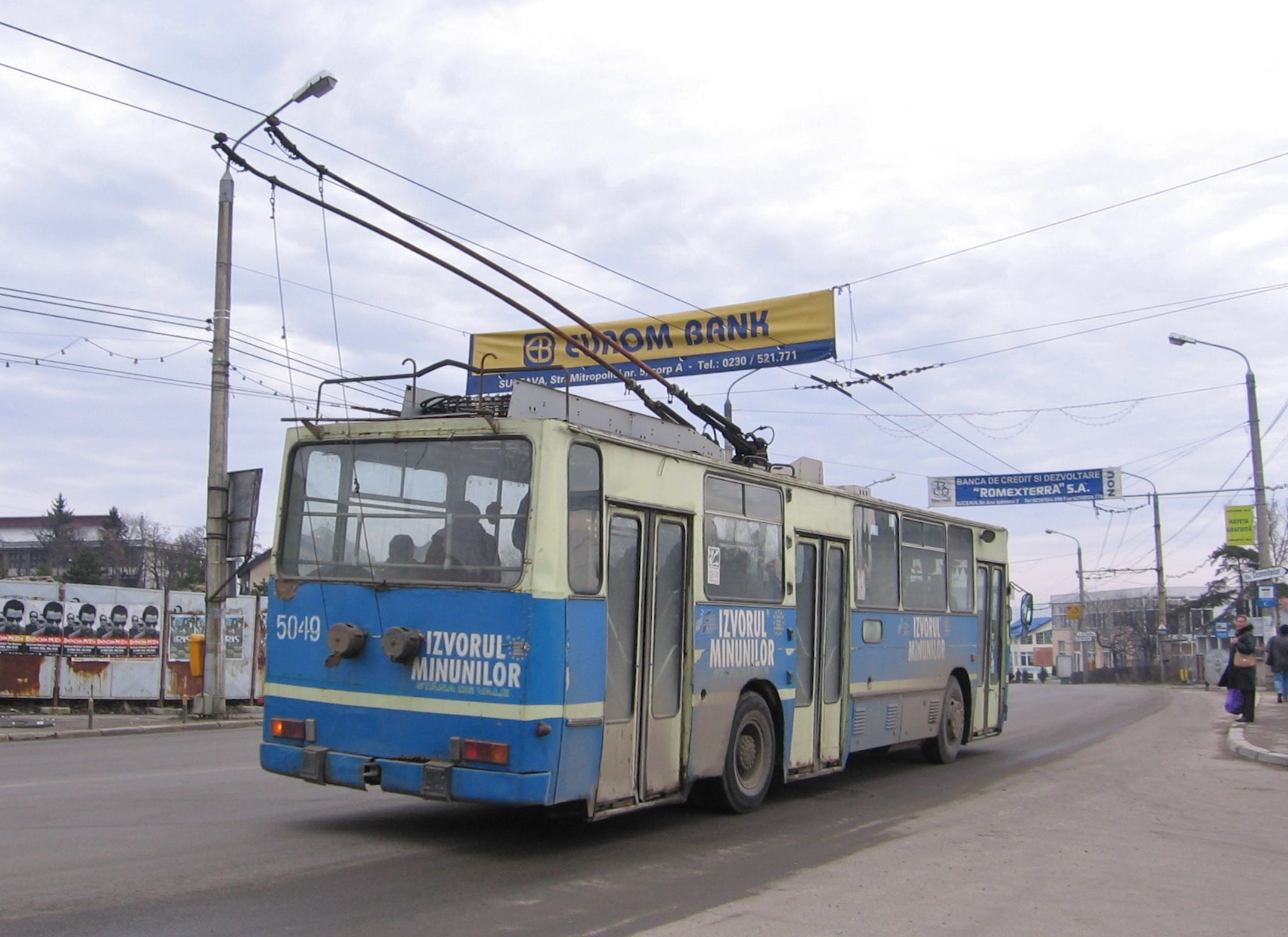
Troleibuzul 5049